# Go-Jo
Marty Zambotto (Manjimup, 29 november 1995), beter bekend als Go-Jo, is een Australisch zanger.

## Biografie
In februari 2025 werd hij door de Australische omroep SBS intern geselecteerd om zijn vaderland te vertegenwoordigen op het Eurovisiesongfestival 2025 in het Zwitserse Bazel met zijn nummer "Milkshake Man". Hij strandde uiteindelijk in de tweede halve finale op de elfde plaats met 41 punten. 
2015: Guy Sebastian · 
2016: Dami Im · 
2017: Isaiah · 
2018: Jessica Mauboy · 
2019: Kate Miller-Heidke · 
2021: Montaigne · 
2022: Sheldon Riley · 
2023: Voyager · 
2024: Electric Fields · 
2025: Go-Jo